# 北名古屋市立西春小学校
北名古屋市立西春小学校（きたなごやしりつにしはるしょうがっこう）は、愛知県北名古屋市にある公立小学校。

## 概要
- 校区は九之坪東町、九之坪西町、九之坪中町、九之坪北町、九之坪南町、九之坪竹田（一部）、九之坪天下地（一部）、弥勒寺、西之保、西春駅前であり、北名古屋市立西春中学校に進学する[1]。

## 沿革
- 1873年（明治6年）
  - 2月 - 沖村に勧善学校が開校。野崎村、沖村、石橋村、西之保村、中ノ郷村の児童が通学する。
  - 9月 - 九之坪村に第二番中学区第六十六番小学久栄学校が開校。九之坪村の児童が通学する。平田寺[注釈 1]を仮校舎とする。
- 1874年（明治7年）2月 - 進徳学校が開校。弥勒寺村、法成寺村、宇福寺村、徳重村、鍛冶ヶ一色村、青野村、犬井村、米野村の児童が通学する。
- 1880年（明治13年）1月 - 石橋村、西之保村、中ノ郷村が勧善学校から離脱。
- 1882年（明治15年）1月 - 米野村、徳重村、弥勒寺村が進徳学校から離脱。米野分校を開校。
- 1883年（明治16年）
  - 1月 -　宇福寺村が進徳学校から離脱。宇福寺学校を開校。
  - 12月 - 青野村、犬井村が勧善学校へ移る。
- 1887年（明治20年）4月 -
  - 石橋村、西之保村、中ノ郷村が勧善学校に加わる。
  - 久栄学校が廃校。朝日村、九之坪村、鹿田村で三村組合立小学校を九之坪村に開校。
- 1888年（明治21年） - 米野分校、勧善学校、宇福寺学校を統合し、法成寺学校となる。
- 1889年（明治22年）10月1日 -
  - 弥勒寺村、徳重村、鍛冶ヶ一色村、北野村、法成寺村、宇福寺村が合併し、上拾箇村が発足。
  - 野崎村、沖村、石橋村、西之保村、中ノ郷村が合併し、下拾箇村が発足。
- 1890年（明治23年）4月 - 旧・朝日村、九之坪村、鹿田村の三村組合立が解散。三村組合立小学校は九之坪学校に改称する。朝日村は清洲学校へ、鹿田村は単独で鹿田尋常小学校を開校。
- 1892年（明治25年）10月 -
  - 法成学校が上拾箇村立法成寺尋常小学校に改称する。
  - 勧善学校が下拾箇村立沖尋常小学校に改称する。
  - 九之坪学校が九之坪村立九之坪尋常小学校に改称する。
- 1906年（明治39年）7月16日 - 西春日井郡九之坪村、上拾箇村、下拾箇村が合併し西春村が発足。
- 1907年（明治40年）3月 -
  - 法成寺尋常小学校と沖尋常小学校を統合し、西春上尋常小学校となる。
  - 九之坪尋常小学校が西春下尋常小学校に改称する。
- 1908年（明治41年）3月 - 西春上尋常小学校と西春下尋常小学校を統合。高等科を設置し、西春尋常高等小学校となる。現在地に新校舎が完成。及び北部高等小学校校舎を移築する。
- 1911年（明治44年）3月31日 - 校舎を増築する。
- 1918年（大正7年）
  - 4月 - 校舎を増築する。
  - 5月 - 農業補習学校を併設する。
- 1920年（大正9年）12月20日 - 校舎を増築する。
- 1925年（大正14年）3月31日 - 校舎を増築する。
- 1931年（昭和6年）3月31日 - 校舎を増築する。
- 1935年（昭和10年）4月 - 青年学校を併設する。
- 1941年（昭和16年）4月1日 - 西春国民学校に改称する。
- 1944年（昭和19年）5月 - 西春村、師勝村、豊山村、楠村、山田村の青年学校を統合し、組合立西春日井郡中部青年学校となる。
- 1947年（昭和22年）4月1日 - 西春村立西春小学校に改称する。
- 1963年（昭和38年）11月1日 - 西春村が町制施行し、西春町となる。同時に西春町立西春小学校に改称する。
- 1971年（昭和46年）4月 - 西春町立五条小学校を分離する。
- 1972年（昭和47年）4月 - 西春町立鴨田小学校を分離する。
- 1975年（昭和50年）4月 - 西春町立栗島小学校を分離する。
- 1980年（昭和55年）4月 - 西春町立白木小学校を分離する。
- 2006年（平成18年）3月20日 - 師勝町、西春町が合併し、北名古屋市が発足。同時に北名古屋市立西春小学校に改称する。

## 交通アクセス
- 名鉄犬山線西春駅下車、徒歩約10分。